# Notobranchaea grandis
Notobranchaea grandis is een slakkensoort uit de familie van de Notobranchaeidae. De wetenschappelijke naam van de soort is voor het eerst geldig gepubliceerd in 1942 door Pruvot-Fol.